# Luitfrid II de Sundgau
 Luitfrid II de Sundgau, né vers 745 et mort en 802, est un grand seigneur alémanique de la famille des Etichonides, comte de Sundgau vers l’an 788.

## Biographie
Luitfrid II de Sundgau est le fils de Luitfrid Ier d'Alsace (700-767), duc d'Alsace, et d’Hiltrudis.
Lorsque le roi Pépin le Bref disgracie les membres des Etichonides, l’Alsace se trouve divisée en deux comtés, le Nordgau et le Sundgau : Luitfrid est chargé de ce dernier.

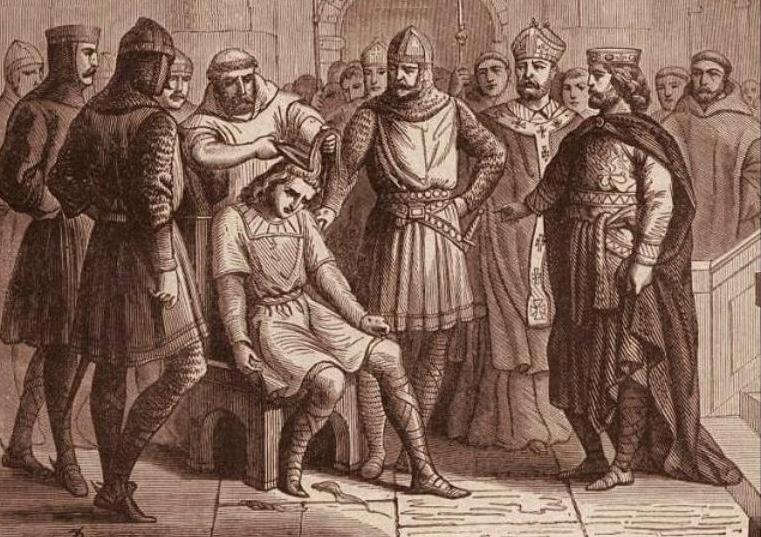
Childéric III déposé par Pépin le Bref et ce roi disgracie les membres de la famille des Etichonides.

Luitfrid II de Sundgau épouse Hiltrude, dont l'identité est l'objet de discussion : elle est parfois présentée comme fille d’Otbert III, mais pour un certain nombre d’historiens et de généalogistes, elle est Hiltrude de Wormsgau, peut-être fille du comte Robert VI et de Chiltrude de Bavière, petite-fille de Charles Martel.
Luitfrid II de Sundgau, descendant du duc Etichon-Adalric d'Alsace, possède des terres du côté du Petit Rombach à Sainte-Croix-aux-Mines qu'on appelle plus tard Belmont et Echéry. Ce comte du Sundgau est rappelé dans le diplôme de Lothaire le jeune pour le couvent d’Eschery, comme père du comte Leutard et de son frère Hugues. Il meurt vers l’an 802.

## Descendance
Luitfrid II d'Alsace et Hiltrude de Wormsgau ont quatre enfants :
- Hugues III de Tours et de la Haute Alsace (765-837) ;
- Luitgarde d'Alémanie (776-800) ;
- Leuthard de Sundgau (782-830), comte, époux de Grimilde, issue du sang royal de Bourgogne. Il n’est pas le père de Girart de Roussillon, qui est le fils de Leuthard Ier, comte de Fezensac, puis comte de Paris (816) et un membre de la famille des Girardides. Mais il est le père d’Otbert, évêque de Strasbourg ;
- Basilie (790-871), abbesse de l’abbaye Saint-Étienne de 845 à 871. Dans un diplôme de l’empereur Lothaire II concernant cette abbaye, elle est appelée par une interpolation manifeste découverte par Schöpflin. L’empereur la nomme sa parente.